# لوسیان شوری
لوسیان شوری (فرانسوی: Lucien Choury‎; ۲۶ مارس ۱۸۹۸ – ۶ مهٔ ۱۹۸۷) دوچرخه‌سوار اهل فرانسه بود.
وی در مسابقات کشوری و بین‌المللی در مجموع برندهٔ ۱ مدال طلا شده‌است.